# Luis Aguilera Báez
Luis Ernesto Aguilera Báez (Illapel, 20 de enero de 1919-Santiago, 14 de diciembre de 1979) fue un tipógrafo, obrero y dirigente socialista chileno.

## Biografía
Hijo de Rafael Luis Aguilera Díaz y Rosa Herminia Báez. Estaba casado con Fresia Olivia Alfred Alfaro.
Estudió en el Liceo de Illapel y una vez egresado se desempeñó como tipógrafo (1935-1937), y luego como obrero ferroviario en Ferrocarriles del Estado, donde permaneció 30 años llegando a ser jefe de sección de Conservación de Ferrocarriles de Coquimbo.
Jubilado el 21 de mayo de 1961, comenzó entonces a dedicarse de lleno a la vida política como miembro del Partido Socialista.
Entre otras actividades, fue socio del Club Deportivo Coquimbo Unido.

## Actividades políticas
Fue elegido regidor de Coquimbo en 1956, siendo elegido alcalde de la misma comuna en 1958, ocupando tal cargo hasta 1961. En este rol, recibió reconocimientos por las municipalidades de La Serena y Vicuña.
En 1961, fue elegido diputado por la Cuarta Agrupación Departamental de la La Serena, Elqui, Coquimbo, Illapel y Ovalle, siendo posteriormente reelegido en 1965 y 1969. En sus doce años en la Cámara, integró las comisiones permanentes de Minería e Industrias, de Economía y Comercio, de Trabajo y Previsión Social, de Gobierno Interior, de Educación Pública y la de Minería, Economía y Fomento.
En 1973 fue elegido senador por la Segunda Agrupación Provincial de Atacama y Coquimbo, integrando la Comisión de Trabajo y Previsión Social. Su cargo de senador fue interrumpido por el Golpe de Estado del 11 de septiembre de 1973, el cual puso término anticipado al período legislativo por medio del Decreto Ley N.° 27, del 21 de septiembre de 1973, el cual disolvió el Congreso Nacional.
Tras la intervención militar, radicado en el norte, se alejó de la vida política. 
Falleció en Santiago el 14 de diciembre de 1979.

## Historial electoral

### Elecciones municipales de 1956
- Elecciones municipales de 1956, Coquimbo[1]

### Elecciones parlamentarias de 1969
- Elecciones parlamentarias de 1969 - Diputados para la 4° Agrupación Departamental (Coquimbo)[2]

### Elecciones parlamentarias de 1973
- Elecciones parlamentarias de 1973 a Senador por la Segunda Agrupación Provincial, Atacama-Coquimbo Período 1973-1981 (Fuente: Dirección del Registro Electoral, Domingo 6 de marzo de 1973)